# 斯坎迪亞鎮區 (密歇根州)
斯坎迪亞鎮區（英語：Skandia Township）是位於美國密歇根州馬凱特縣的一個行政鎮區。

## 地方資料
斯坎迪亞鎮區的面積為186.74平方千米，當中陸地面積為186.27平方千米，而水域面積為0.47平方千米。根據2020年美國人口普查的數據，當地共有人口810人，而人口密度為每平方千米4.34人。